# Gold-Plating
Gold-Plating bezeichnet eine Strategie der Umsetzung von EU-Richtlinien in nationales Recht. Dabei wird eine EU-Richtlinie über die Vorgaben der EU hinaus in nationales Recht umgesetzt.

## Überblick
Gold-Plating kommt aus dem Englischen und bezeichnet im ursprünglichen Sinne das Anbringen einer dünnen Goldschicht auf Gegenstände. Im übertragenen Sinne wird damit zum Ausdruck gebracht, dass auf die Gesetzgebung der Europäischen Union eine zusätzliche Regelungsschicht aufgetragen wird, die über die Vorgabe hinausgeht.
EU-Richtlinien gelten gemäß Art. 288 Absatz 3 des AEUV nicht unmittelbar, sondern müssen erst von den Mitgliedstaaten in nationales Recht umgewandelt werden. Es gibt drei Varianten von Gold-Plating:
- Unechtes Gold-Plating: die Anwendung der EU-Richtlinie auf Sachverhalte, die gar nicht Gegenstand der EU-Richtlinie sind.
- Echtes Gold-Plating: die von der EU vorgesehene Regelungsintensität wird durch die strengere Umsetzung in nationales Recht noch gesteigert.
- Passives Gold-Plating: das Beibehalten höherer nationaler Schutznormen nach Umsetzung einer weniger weitgehenden EU-Richtlinie in nationales Recht.

Ein Beispiel für unechtes Gold-Plating ist, dass das  Gewährleistungsrecht der EU sich nur auf die Regelung von Verbraucherverträgen bezieht, während es in Deutschland auch Verträge zwischen Unternehmen regelt.
Ein Beispiel für echtes Gold-Plating ist das deutsche Energieeffizienzgesetz, mit dem am 18. November 2023 die Richtlinie 2012/27/EU (Energieeffizienz-Richtlinie) umgesetzt wurde. Während die EU jedes Mitgliedsland nur verpflichtete, einen „indikativen nationalen Energieeffizienzbetrag“ zu leisten, ohne konkrete Einsparvorgaben für den Primärenergieverbrauch zu machen, regelte das deutsche Energieeffizienzgesetz, dass der Primärenergieverbrauch Deutschlands bis 2030 um mindestens 39,3 Prozent sinken muss. Nach Einschätzung von Alexander Eisenkopf, Rupert Pritzl und Clemens Fuest würde dies zur Gefahr einer Rezession der deutschen Wirtschaft führen, etwa durch Deindustrialisierung und Verlagerung der Produktion ins Ausland.
Ein Beispiel für passives Gold-Plating: Mit der „Richtlinie (EU) 2021/2118“ gibt es eine Ausnahme von der KfZ-Pflichtversicherung für selbstfahrende Arbeitsmaschinen bis zu 20 Kilometer pro Stunde. Die Bundesregierung nutzte jedoch diese Ausnahmemöglichkeit nicht.

## Problematik
Gold-Plating kann zu zusätzlichen Belastungen für die Bürger, vermehrten Berichtspflichten und unnötig bürokratischem Verwaltungshandeln (Bürokratiekosten) führen. Abzuwägen ist dies damit, dass höhere Schutzstandards im Einzelfall wünschenswert sein können, eventuell aber auch mit Blick auf den europäischen Binnenmarkt problematisch.
Die Europäische Kommission wird oft als Hauptschuldiger für Überregulierung wahrgenommen. Zum Teil ist es jedoch das Gold-Plating der nationalen Regierungen, dass die Bürger glauben lässt, die Europäische Union reguliere zu viel. Für die nationale Regierung kann es sogar verlockend sein, zusätzliche Regulierungen an europäische Vorgaben zu ergänzen, weil die EU dann zum Sündenbock erklärt werden kann.
In Italien ist Gold-Plating seit 2012 verboten. In Österreich wurde 2019 ein Anti-Gold-Plating-Gesetz (BGBl. I Nr. 46/2019) verabschiedet, mit dem die Übererfüllung von EU-Vorgaben zurückgefahren wurde.
Die Europäische Kommission beschloss im Januar 2025 im Rahmen ihrer Bürokratieabbau-Offensive, dass „die Zersplitterung des Binnenmarktes und unrechtmäßiges Gold-Plating“ bekämpft werden soll.